# Thukydideisches Pragma
Als Thukydideisches Pragma (von griech. πρᾶγμα pragma „Handlung“, „Sache“) bezeichnet Max Weber die Art der Geschichtsschreibung des Thukydides in dessen Buch über den Peloponnesischen Krieg. Thukydides belässt es nicht dabei, die Ereignisse chronologisch zu beschreiben, sondern setzt sie miteinander in kausale Beziehungen. So gelingt es ihm zu erklären: Wie kam es zum Peloponnesischen Krieg, wie verlief er, und was war das Resultat? Für Weber ist der sich darin abzeichnende Rationalismus ein Hauptkennzeichen des Okzidents.